# Durand (príncep-bisbe)
Durand (? - Lieja, 23 de gener de 1024 o 1025) va ser príncep-bisbe del principat de Lieja de 1021 fins a la seva mort.
Hi ha pocs fets coneguts del seu episcopat. Era probablement un cortesà o un serf del senyor de Morialmé que va recomanar-lo a Notger. Per la seva intel·ligència va rebre una educació a l'escola del capítol de Lieja. Tenia una funció superior sota l'administració de Notger, Balderic II i Wolbodo. Aquest darrere va enviar-lo a Enric II que va nomenar-lo vicecanceller de l'imperi i mestrescola a Bamberg on va ensenyar les set arts liberals. Dels seus fets i gestes no se sap gaire més si no que va consagrar l'església de l'abadia de Gembloux el 22 de juliol de 1022, que va recuperar la finca d'Heerewaarden on Balderic II va morir i que va consagrar l'església de Fumal prop d'Huy. Va tenir un conflicte territorial amb l'arquebisbe sobre la jurisdicció eclesiàstica de l'abadia imperial de Burtscheid prop d'Aquisgrà, que finalment va guanyar el 1023.
Va morir el 23 de gener de 1024 o 1025. Inicialment van sebollir-lo fora de l'Abadia de Sant Llorenç però el 1030 l'abat va transferir la seva despulla dins de l'abadia.